# Безруковский сельский совет (Харьковская область)
Бе́зруковский се́льский сове́т — входил до 2020 года в состав Дергачёвского района Харьковской области Украины.
Административный центр сельского совета находился в селе Безруки.

## История
- 1932 год — дата образования сельского Совета депутатов трудящихся в составе  Украинской Советской Социалистической Республики.
- С февраля 1932 — в Харьковской области УССР.
- Входил в Деркачёвский район Харьковской области. В период, когда Деркачёвский район был упразднён, входил в Харьковский район.
- После 17 июля 2020 года в рамках административно-территориальной реформы по новому делению Харьковской области[2][3] данный сельсовет и весь Дергачёвский район Харьковской области был ликвидирован; входящие в него населённые пункты и его территории были присоединены к Харьковскому району области.
- Сельсовет просуществовал 88 лет.

## Населённые пункты совета
- село Бе́зруки
- село Лещенки

### Ликвидированные населённые пункты
- село Шептухи